# Круглопалые гекконы (род)
Круглопалые гекконы (лат. Sphaerodactylus) — род ящериц семейства Sphaerodactylidae. Виды этого рода S. ariasae и S. parthenopion являются самыми мелкими пресмыкающимися на Земле.

## Описание
Круглопалые гекконы отличаются от других родов настоящих гекконов своим маленьким размером и круглыми, а не вертикальными как у других гекконов, зрачками. Каждая фаланга заканчивается круглой подушечкой-присоской, по которой и произошло латинское название рода «круглопалые» гекконы (лат. sphaero, круглый, лат. dactylus, палец). Два вида рода S. ariasae и S. parthenopion отличаются особо маленькими размерами — 16 мм — и являются самыми мелкими пресмыкающимися на Земле.

## Распространение
Круглопалые гекконы обитают в Южной и Северной Америке и на Карибских островах.

## Виды
В роде Sphaerodactylus 105 видов:
- Sphaerodactylus altavelensis — Доминиканский круглопалый геккон
- Sphaerodactylus argivus
- Sphaerodactylus argus — Антильский круглопалый геккон
- Sphaerodactylus ariasae
- Sphaerodactylus armasi
- Sphaerodactylus armstrongi — Круглопалый геккон Армстронга
- Sphaerodactylus asterulus
- Sphaerodactylus beattyi
- Sphaerodactylus becki — Навасский круглопалый геккон
- Sphaerodactylus bromeliarum
- Sphaerodactylus caicosensis
- Sphaerodactylus callocricus
- Sphaerodactylus celicara
- Sphaerodactylus cinereus — Пепельный круглопалый геккон
- Sphaerodactylus clenchi
- Sphaerodactylus cochranae
- Sphaerodactylus copei
- Sphaerodactylus corticola
- Sphaerodactylus cricoderus
- Sphaerodactylus cryphius
- Sphaerodactylus darlingtoni
- Sphaerodactylus difficilis
- Sphaerodactylus docimus
- Sphaerodactylus dunni — Гондурасский круглопалый геккон
- Sphaerodactylus elasmorhynchus
- Sphaerodactylus elegans — Изящный круглопалый геккон
- Sphaerodactylus elegantulus — Элегантный круглопалый геккон
- Sphaerodactylus epiurus
- Sphaerodactylus fantasticus — Фантастический круглопалый геккон
- Sphaerodactylus gaigeae
- Sphaerodactylus gilvitorques
- Sphaerodactylus glaucus — Мексиканский круглопалый геккон
- Sphaerodactylus goniorhynchus
- Sphaerodactylus graptolaemus
- Sphaerodactylus heliconiae
- Sphaerodactylus homolepis — Никарагуанский круглопалый геккон
- Sphaerodactylus inaguae — Инагуанский круглопалый геккон
- Sphaerodactylus intermedius — Средний круглопалый геккон
- Sphaerodactylus kirbyi
- Sphaerodactylus klauberi — Круглопалый геккон Клаубера
- Sphaerodactylus ladae
- Sphaerodactylus lazelli
- Sphaerodactylus leucaster
- Sphaerodactylus levinsi
- Sphaerodactylus lineolatus — Линейчатый круглопалый геккон
- Sphaerodactylus macrolepis — Крупночешуйчатый круглопалый геккон
- Sphaerodactylus mariguanae — Маригуанский круглопалый геккон
- Sphaerodactylus microlepis — Малочешуйный круглопалый геккон
- Sphaerodactylus micropithecus
- Sphaerodactylus millepunctatus
- Sphaerodactylus molei
- Sphaerodactylus monensis
- Sphaerodactylus nicholsi
- Sphaerodactylus nigropunctatus — Чернопятнистый круглопалый геккон
- Sphaerodactylus notatus — Рифовый круглопалый геккон
- Sphaerodactylus nycteropus
- Sphaerodactylus ocoae
- Sphaerodactylus oliveri
- Sphaerodactylus omoglaux
- Sphaerodactylus oxyrhinus
- Sphaerodactylus pacificus — Тихоокеанский круглопалый геккон
- Sphaerodactylus parkeri
- Sphaerodactylus parthenopion — Виргинский круглопалый геккон
- Sphaerodactylus parvus
- Sphaerodactylus perissodactylius
- Sphaerodactylus pimienta
- Sphaerodactylus plummeri
- Sphaerodactylus ramsdeni
- Sphaerodactylus randi
- Sphaerodactylus rhabdotus
- Sphaerodactylus richardi
- Sphaerodactylus richardsonii
- Sphaerodactylus roosevelti
- Sphaerodactylus rosaurae
- Sphaerodactylus ruibali
- Sphaerodactylus sabanus
- Sphaerodactylus samanensis
- Sphaerodactylus savagei
- Sphaerodactylus scaber
- Sphaerodactylus scapularis — Колумбийский круглопалый геккон
- Sphaerodactylus schuberti
- Sphaerodactylus schwartzi
- Sphaerodactylus semasiops
- Sphaerodactylus shrevei
- Sphaerodactylus sommeri
- Sphaerodactylus sputator — Круглопалый геккон Спаррмана
- Sphaerodactylus storeyae
- Sphaerodactylus streptophorus
- Sphaerodactylus thompsoni — Круглопалый геккон Томпсона
- Sphaerodactylus torrei
- Sphaerodactylus townsendi
- Sphaerodactylus underwoodi
- Sphaerodactylus vincenti
- Sphaerodactylus williamsi
- Sphaerodactylus zygaena

## Фото

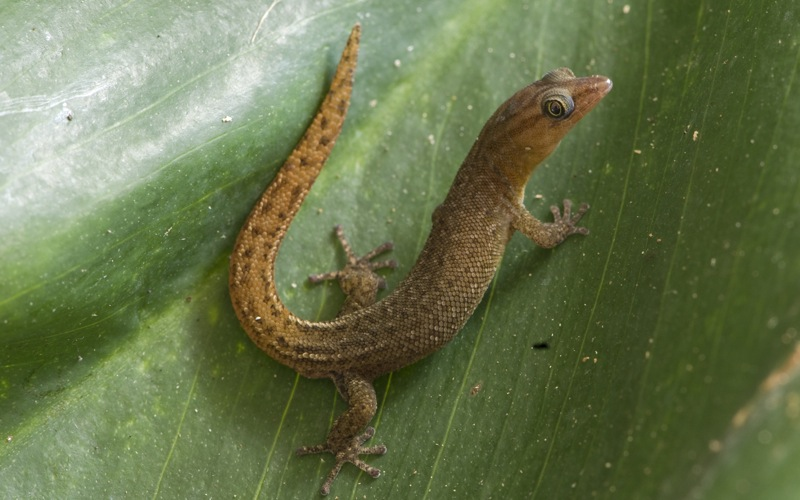
Sphaerodactylus sabanus
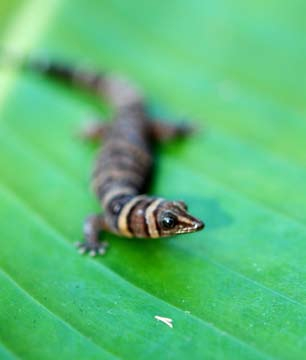
Sphaerodactylus nigropunctatus
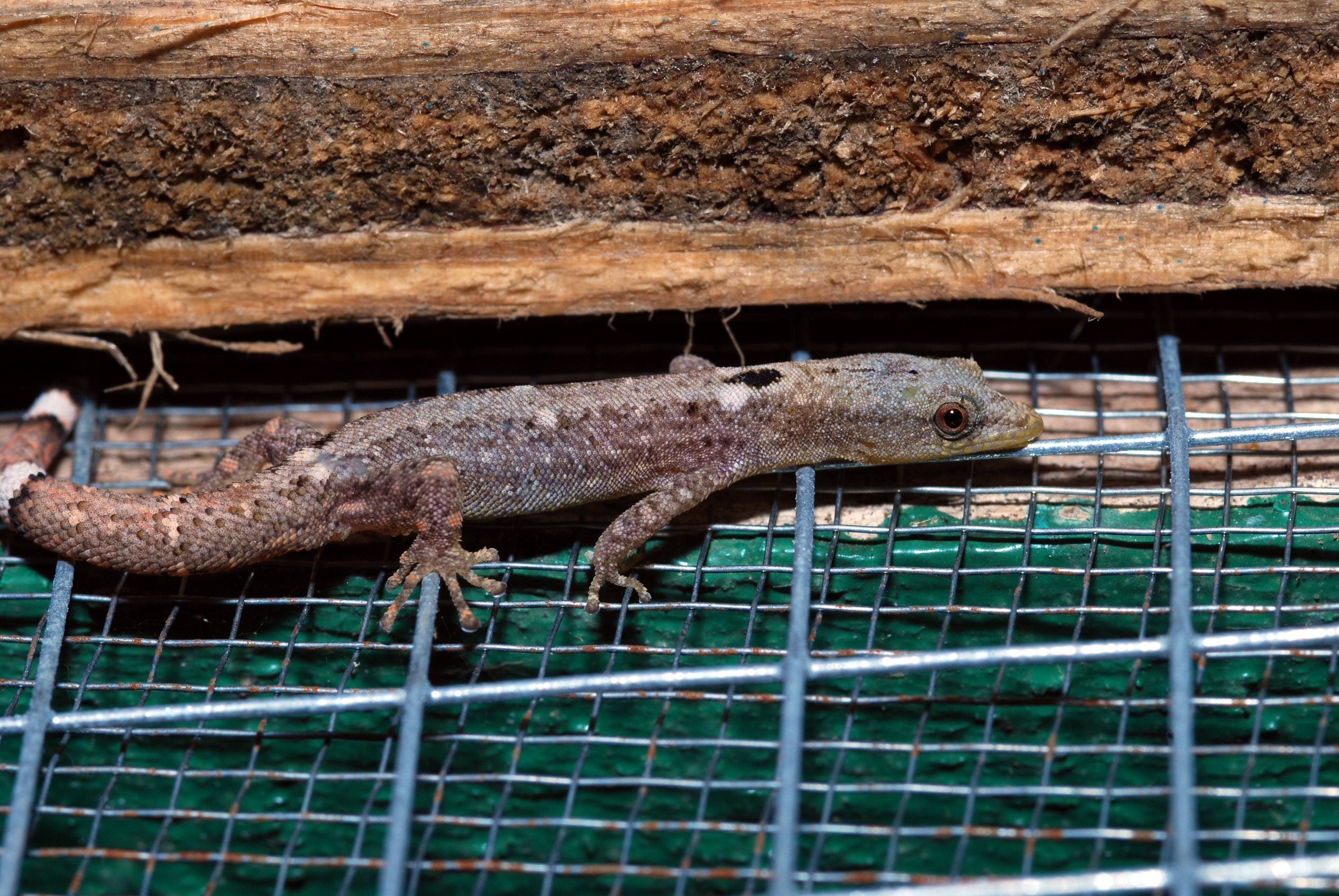
Sphaerodactylus glaucus
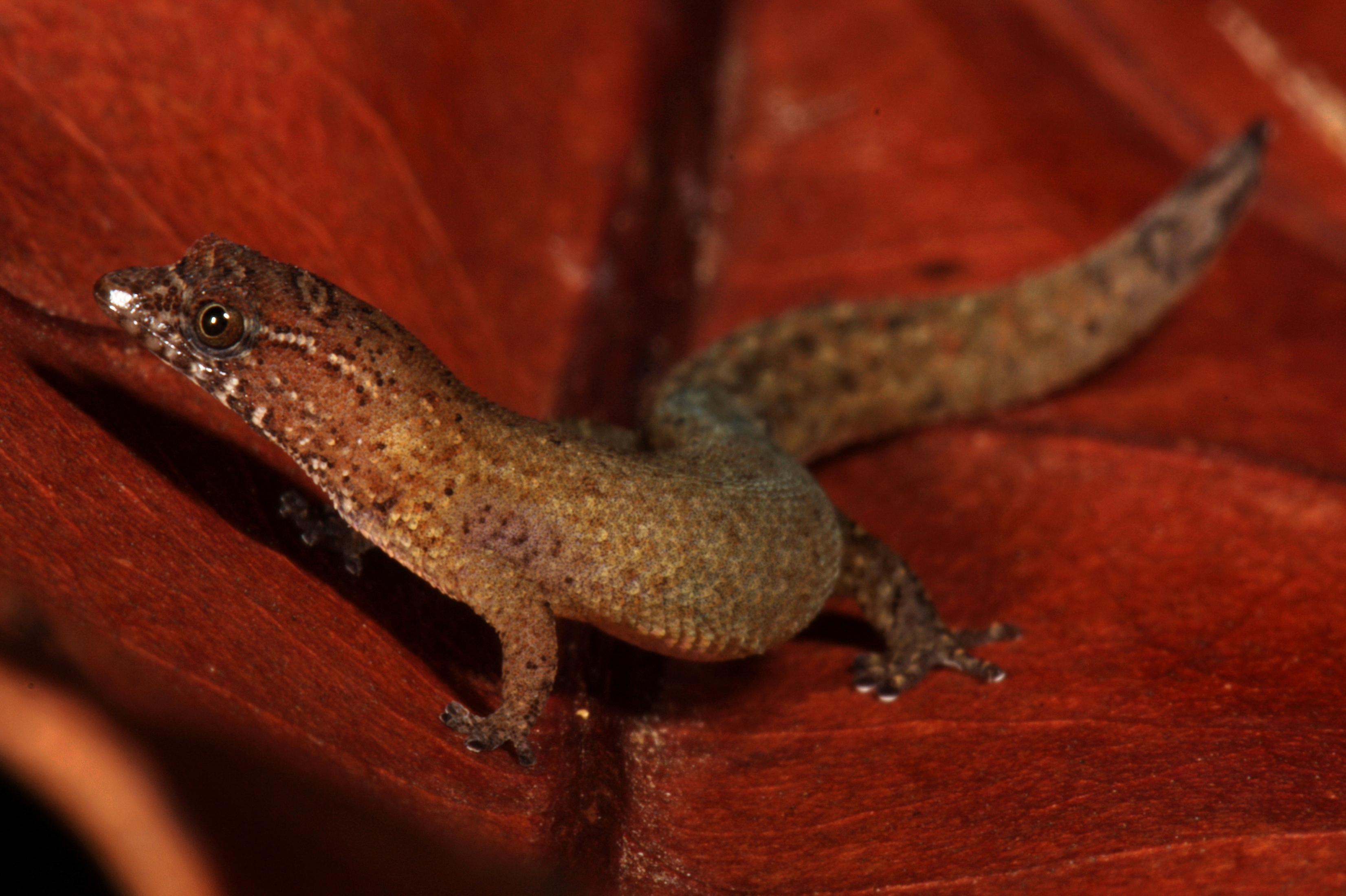
Sphaerodactylus parthenopion